# Distrikt San Juan (Castrovirreyna)
Der Distrikt San Juan liegt in der Provinz Castrovirreyna in der Region Huancavelica im Südwesten von Zentral-Peru. Der Distrikt wurde am 12. Januar 1942 gegründet. Er besitzt eine Fläche von 195 km². Beim Zensus 2017 wurden 712 Einwohner gezählt. Im Jahr 1993 lag die Einwohnerzahl bei 974, im Jahr 2007 bei 620. Sitz der Distriktverwaltung ist die 1920 m hoch gelegene Ortschaft San Juan mit 231 Einwohnern. San Juan liegt 35 km westnordwestlich der Provinzhauptstadt Castrovirreyna.

## Geographische Lage
Der Distrikt San Juan liegt in der peruanischen Westkordillere im äußersten Westen der Provinz Castrovirreyna. Der Río San Juan (im Oberlauf auch Río Tantara) begrenzt den Distrikt im Osten, im Südosten und im Süden.
Der Distrikt San Juan grenzt im Westen an die Distrikte Alto Larán und San Juan de Yanac (beide in der Provinz Chincha), im Norden an den Distrikt Huamatambo, im Nordosten an den Distrikt Tantara sowie im Südosten und im Süden an den Distrikt Capillas.